# Anthony Correa
Pour les articles homonymes, voir Correa (homonymie).
Anthony Correa est un acteur américain né le 3 septembre 1951 à La Havane (Cuba).

## Filmographie
- 1985 : Invasion U.S.A. : Jorge / Vietnam vet
- 1985 : Deux flics à Miami (Miami Vice) - Saison 1, épisode 16 : le double de Castillo
- 1986 : Whoops Apocalypse : Convict
- 1987 : Uppercut Man (Qualcuno pagherà?) de Sergio Martino : Ray / un témoin
- 1988 : Police Academy (série TV)
- 1988 : Clinton and Nadine (TV) : Luis
- 1989 : Cat Chaser : Ralph / Body Guard
- 1990 : Corte tropical (série TV) : Sergio
- 2003 : Bad Boys 2 : Mortuary Security Guy
- 2009 : Away We Go : Touriste
- 2009 : Confessions d'une accro du shopping (Confessions of a Shopaholic) de P. J. Hogan